# RS-24洲际弹道导弹
RS-24亚尔斯洲际弹道导弹（俄语：РС-24，拉丁化：RS-24，北约代号：型号2）是俄罗斯的一款洲际弹道导弹，由于白杨M发展而来。它于2007年首次测试，2010年进入俄罗斯武装力量服役，2015年在俄罗斯纪念二战胜利70周年阅兵中首次对外展示。

## 历史
RS-24亚尔斯洲际弹道导弹开始研发的时间不详，外界只知道俄罗斯在2007年5月、2007年12月、2008年11月分别对其在普列谢茨克航天发射场进行了三次试射。
2010年，RS-24亚尔斯洲际弹道导弹进入俄罗斯武装力量服役，
2015年5月9日，RS-24亚尔斯洲际弹道导弹在俄罗斯纪念二战胜利70周年阅兵中首次对外展示。
2017年9月12日，俄罗斯战略导弹部队进行了亚尔斯洲际弹道导弹的测试发射。
2023年3月29日，俄罗斯国防部表示俄罗斯战略导弹部队开始進行亚尔斯洲际弹道导弹系统演习。
2023年11月22日，俄羅斯在卡卢加州部署一枚亚尔斯洲际弹道导弹。
2024年3月2日，俄国防部表示俄战略导弹部队进行亚尔斯洲际导弹的实战训练发射。

## 性能
根据凤凰网转述的消息，RS-24亚尔斯洲际弹道导弹能摧毁1.1万公里半径内的目标，配备有分离式分导机动弹头，具有很高的机动性。